# 트랜스포트 포 런던

TfL이 관리 및 관리 예정인 모든 철도 체계의 통합 노선도

트랜스포트 포 런던(Transport for London, 약칭 TfL)은 영국 그레이터런던의 교통 전반을 책임지는 지방정부단체이다.

## 운영 사업
TfL은 2016년 5월부터 Sadiq Khan이 지위를 가지고 있는 런던 시장에 의해 임명된 이사회에 의해 관리된다. 런던 교통국 위원은 이사회에 보고하고 개별적인 기능 책임을 지는 경영팀을 이끌고 있다.
본문은 세 가지 주요 부서와 기업 서비스로 조직되어 있으며, 각각은 다양한 측면과 교통수단에 대한 책임이 있다. 세 가지 주요 부서는 다음과 같다.:
- 런던 지하철 네트워크 운영 및 관리. 이 네트워크는 세가지 서비스 제공 단위로 나뉜다.:
  - BCV:  베이컬루 선,  센트럴 선,  빅토리아 선,  워털루 & 시티 선
  - JNP:  주빌리 선,  노던 선,  피카딜리 선
  - SSL(저심도 노선):  메트로폴리탄 선,  디스트릭트 선,  서클 선,  해머스미스 & 시티 선
- 런던 레일(London Rail) 관리 및 감독:
  - 런던 권역 내의 내셔널 레일 운행에 협조
  -  런던 오버그라운드,  TfL 레일 : 실제 운영 및 유지 보수는 내셔널 레일에 의한 민간 부문 사업 시행자에서 담당한다.
  -  도클랜즈 경전철 : 실제 운영 및 유지 보수는 민간 부문 사업 시행자에서 담당한다.
  -  런던 전차 : 민간 부문 사업자와 계약을 맺어 관리. 현재 유일한 전차 시스템은 사우스런던의 트램링크이지만 다른 노선도 제안되고 있다.
- 지상 교통 부문:
  -  런던 버스 : 런던 전역에서 적색 버스 네트워크를 관리 담독하고, 이스트런던에서 이스트 런던 트랜싯이란 간선급행버스체계를 담당하며, 주로 민간 버스 운영 업체에 사업을 맡긴다. 버스 지휘통제 센터는 Southwark에 본사를 둔 24시간 긴급통제센터인 CentreComm에 통합되어 있다.
  -  런던 다이얼-어-라이드 : 장애인 콜택시 서비스
  -  런던 리버 서비스 : 런던 내 템스강 페리 교통의 면허 및 조정 업무 담당
  -  런던 스트리트 : 런던의 전략적 도로망 관리를 담당
  - 런던 혼잡통행료 : 월요일~금요일 사이에 센트럴런던에서 운전하는 운전자를 통해 징수
  - 공공 운송 사무소 : 유명한 검은색 택시 및 기타 개인 택시에 대한 면허 담당
  -  빅토리아 코치 터미널 : 시외·고속버스를 위해 런던의 주요 터미널을 소유 및 운영.
  -  산탄데르 사이클 : 공공 자전거 대여 시스템, "특별계획팀(Special Projects Team)"에서 이 계획을 위해 Serco와 계약.
  - 보행로 : 런던의 보행로를 잘 이용할 수 있도록 보행자의 더 나은 접근성을 촉진한다.
  - 런던 도로 안전국(London Road Safety Unit)은 광고 및 도로 안전 조치를 통해 안전한 도로를 장려한다.
  - 지역 안전, 시행 및 경찰(Community Safety, Enforcement and Policing)은 버스의 부정승차를 책임하며, 광역경찰청의 교통 작전 지휘부(TOCU) 및 영국 교통 경찰과 협력하여 대중 교통에 대한 범죄 및 장애를 다루는 경찰 서비스를 제공한다.
  - 교통 집행(Traffic Enforcement), 적법 노선에서 교통 및 주차 규정을 집행하는 것을 담당한다.
  - Freight Unit은 "London Freight Plan"[2]을 개발했으며 런던 주요 지역을 대상으로 여러 운임 품질 파트너십을 수립하고 지원하는 일을 담당한다.

TfL은 런던의 교통 유산을 보존하고 설명하는 박물관인 코벤트 가든(Covent Garden)의 런던 교통 박물관 (London Transport Museum)을 소유하고 운영한다. 박물관에는 액튼에 위치한 광범위한 차고지가 있는데, 센트럴런던 박물관에 전시할 수 없는 재료가 포함되어 있다. 추가 차량, 기차, 표지판 및 광고 자료 모음이 포함된다. 차고지는 매년 몇 차례 주말에 열고 있다. 메트로폴리탄 선에서 때때로 유산 열차가 운행된다.
TfL은 사용자가 런던 내외의 모든 대중교통과 자전거 이용을 계획 할 수 있게 해주는 전자 "Journey Planner"를 개발했다.

## 운임 제도
TfL의 관리하에 있는 대부분의 운송 방식에는 단일 요금에 대한 자체적인 충전 및 발권 제도가 있다. 버스와 트램은 공통 요금 및 발권 제도를 공유하고 DLR, 오버그라운드, 지하철, 국철 서비스는 또 다른 서비스를 제공한다.

### 구역 요금 시스템
수도권 철도 서비스 운임은 요금 구역 시스템(zonal fare system)에 의해 계산된다. 런던은 런던 지하철, 런던 오버그라운드, 도클랜즈 경전철에 있는 모든 역과 11개의 운임 구역으로 나뉘며, 2007년부터 내셔널 레일 서비스를 이용하여 하나 또는 일부의 경우 2개 구역(Zone)에 서비스를 제공한다. 구역(Zone)은 런던 중심에서 점점 더 커지는 크기의 동심원 고리이다. 각 구역은 아래와 같다(순서대로):
- Zone 1
- Zone 2
- Zone 3
- Zone 4
- Zone 5
- Zone 6
- Zones 7~9, C, G, W

### 트래블카드
이러한 특정 방식 체제에 덧붙여지는 트래블카드(Travelcard) 시스템은 하루에서 1년 동안 유효한 티켓과 오프 피크(off-peak) 유형을 제공한다. 이들은 DLR, 버스, 철도, 트램, 지하철에서 허용되며 많은 리버 서비스 요금 할인을 제공한가.

### 오이스터 카드
오이스터 카드는 2003년에 일반인을 대상으로 도입된 비접촉식 스마트카드 시스템으로, 개인 운임(지불금)을 지불하거나 다양한 트래블카드(Travelcard) 및 기타 정기권을 휴대할 수 있다. 카드를 옐로우 카드 단말기에 가깝게 두면 사용된다. 카드 단말기는 개찰구에 갖춰 있으며, 그렇지 않은 경우 종이 티켓을 통과시켜 게이트를 열어 승객을 통과 시킬 수 있다. 또한 차단기를 자동시키지 않는 독립 실행형 오이스터 검사기에서도 사용할 수 있다. 2010년 부로 오이스터 페이(Oyster Pay)는 런던 내의 모든 내셔널 레일 서비스에서 이용 가능하다. 오이스터 페이에는 가장 가까운 당일 트래블카드를 구입하는 것과 같은 일일 최대 금액이 있다.

### 비접촉식 결제
영국에서 발행된 비접촉식 비자, 마에스트로, 마스터카드 및 아메리칸 익스프레스 직불 카드 및 신용 카드는 런던 지하철, 런던 오버그라운드, 도클랜즈 경전철, 대부분의 내셔널 레일, 런던 트램링크 및 버스 서비스를 이용할 수 있다. 이 방법은 종이 승차권에 비해 상한 가격 및 운임 할인을 포함하여 오이스터 카드와 같은 방식으로 작동한다.

#### 애플 페이
런던 교통국은 비접촉식 지불 카드와 같은 방식으로 애플 페이(Apple Pay)를 수락하며, 요금은 직불 카드나 신용 카드로 청구되는 것과 동일하며 고객은 동일한 일일 한도 금액으로 이익을 얻는다. 그 이후 TfL은 영국 출시 이후 가장 인기있는 애플 페이 가맹점이 되었다.

#### 안드로이드 페이
안드로이드 페이(Android Pay)는 TfL의 네트워크에서 사용할 수 있으며 비접촉식 카드와 동일한 방식으로 작동한다. 사용자는 앱에서 TfL 서비스에 대한 지출을 추적 할 수 있다.

## 로고 및 홍보
주요 운송 분야는 각각 다른 색깔 형태의 원형에 적절한 단어가 들어간 수평선으로 이루어진 로고로 구성되어 있다. 글자가 없는 전체 파란색 원형 로고는 TfL를 전면적으로 나타내며, 로고에 문자가 없는 상황에서 사용된다.(예: 버스 영수증, 로고는 빈 둥근 형태의 오른쪽의 "London Buses"라는 이름이 있다.) 동일한 색상 범위는 홍보 및 TfL 웹사이트에서도 광범위하게 사용된다.
런던 교통 공사는 항상 지하철 이용을 장려하기 위한 광고 캠페인을 실시했다. 예를 들어, 1999년에 스티븐 와틀리(Stephen Whatley)에게 버킹엄 궁전 내부에서 작업했던 'The Grand Staircase' 디자인 작업을 의뢰하였다. 이 그림은 포스터에서 재현되어 지하철 전역에 전시되었다.
2010년에는 마크 웰링거(Mark Wallinger)가 지하철 개통 150주년을 기념하여 Labyrinth Project를 만들었으며 그림을 지하철의 270개 역에 하나씩 영구히 배치했다.
2015년 런던 교통 박물관과 익스테리온 미디어(Exterion Media)가 공동으로 후원한 TfL은 18개월간의 활동 프로그램인 Transported by Design을 시작했다. 런던의 운송 체계에서 물리적 디자인과 서비스 디자인의 중요성을 보여주기 위한 것이다. 공개 투표 2개월 후인 2015년 10월에 블랙캡(black cab)가 원래의 루트마스터 버스와 노선도를 비롯하여 즐겨 찾는 런던 교통 아이콘 목록을 차지했다. 2016년에 이 프로그램은 7월 3일 리젠트 스트리트에서 전시회, 워크 및 축제를 개최했다.

## 같이 보기
- 런던의 교통
- 런던 지하철
- 런던 버스